# Храм Сераписа (Квиринал)

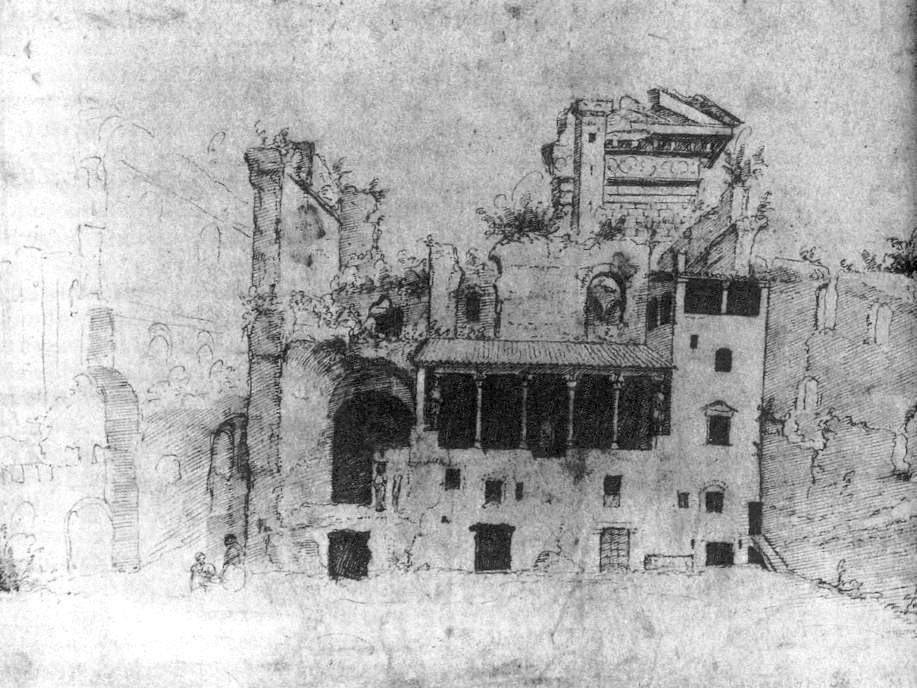
Палаццо Колонна и руины храма Сераписа

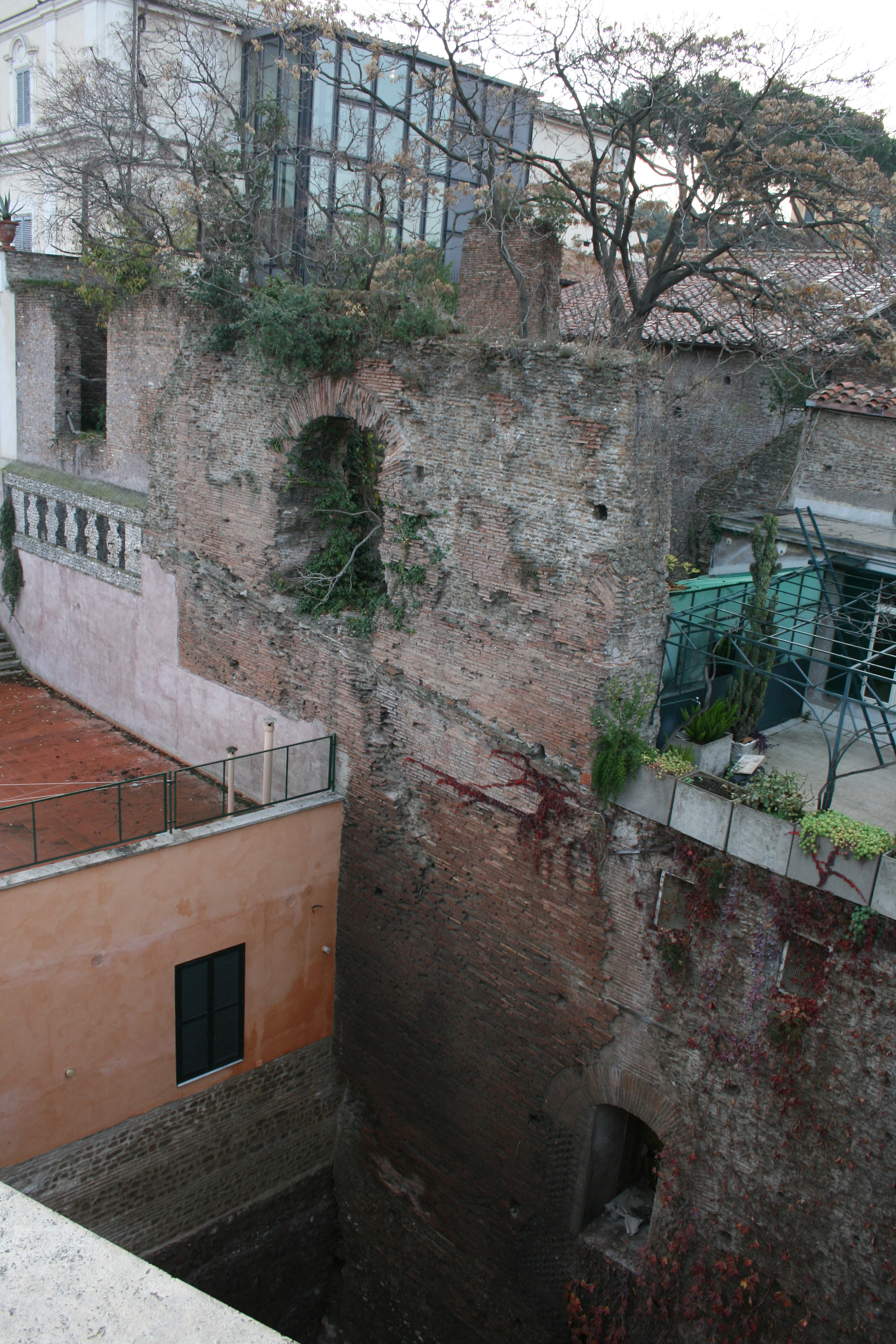
Руины храма Сераписа

Храм Сераписа ― ныне утраченное древнеримское культовое сооружение, построенное в честь эллинистического бога изобилия и подземного царства Сераписа. Храм Сераписа был самым большим и роскошным святилищем на Квиринальском холме в Риме, его руины до сих пор можно увидеть на территории между Палаццо Колонна и Григорианским университетом. 
Святилище, расположенное между нынешней Пьяцца делла Пилотта и Пьяцца дель Квиринале, было посвящено императором Каракаллой. Площадь храма составляла 13 320 квадратных метров. Вероятно, храм был реконструирован во время правления династии Северов.
Вынужденный отказ от культа Исиды (как и от прочих других языческих культов), вызванный Феодосийскими указами конца IV века, способствовал превращению Квиринала в гигантский мраморный карьер. По сведениям архитектора и антиквара Пирро Лигорио на руинах древнеримского храма Сераписа была построена церковь Сан-Сильвестро-аль-Квиринале.
Храм имел длинный двор с колоннами. Само святилище было украшено статуями и обелисками. Высота колонн составляла 21,17 метра, а их диаметр ― два метра. Частью храмового комплекса был огромный фрагмент антаблемента весом около ста тонн, самый большой из обнаруженных в Риме.
На территории храмового комплекса располагались статуи Нила и Тибра, которые Микеланджело перенёс площадь Капитолия, установив перед Палаццо Сенатори.

## Галерея

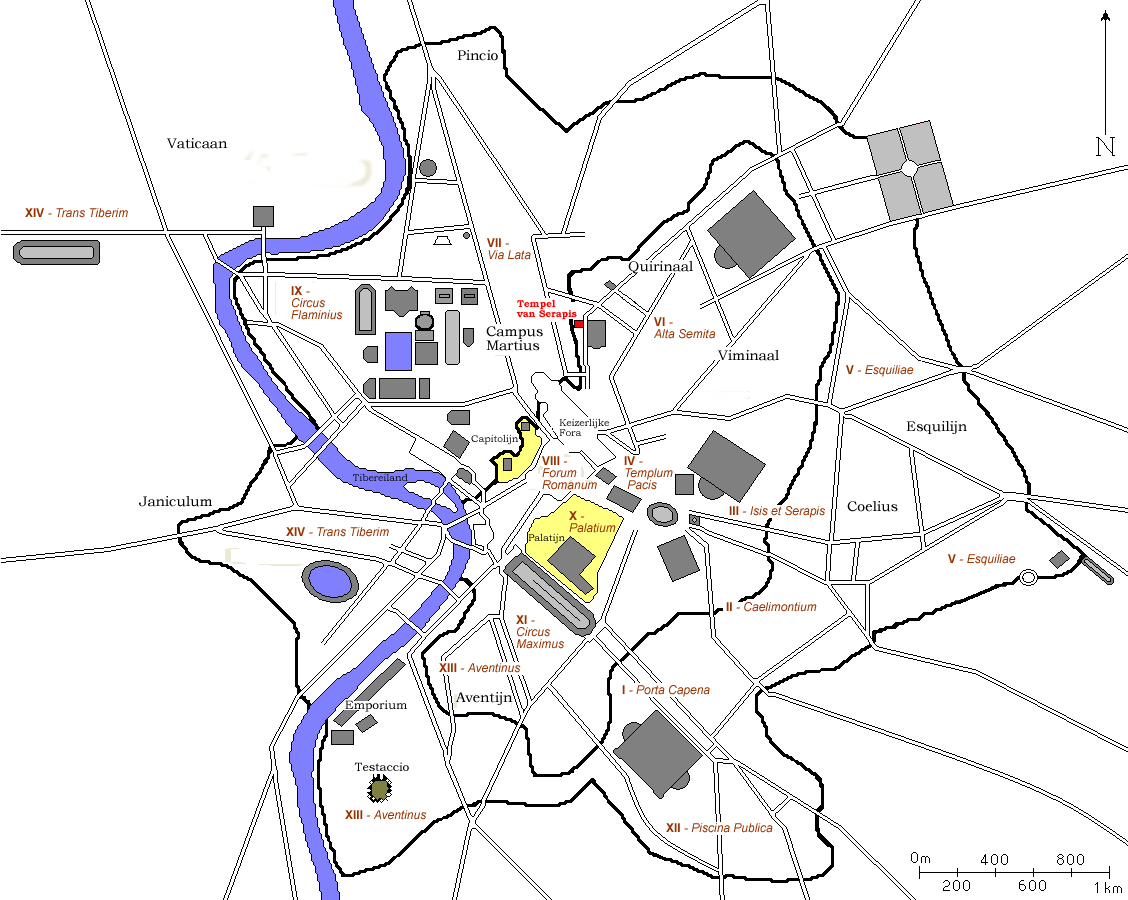
Храм Сераписа на плане Рима
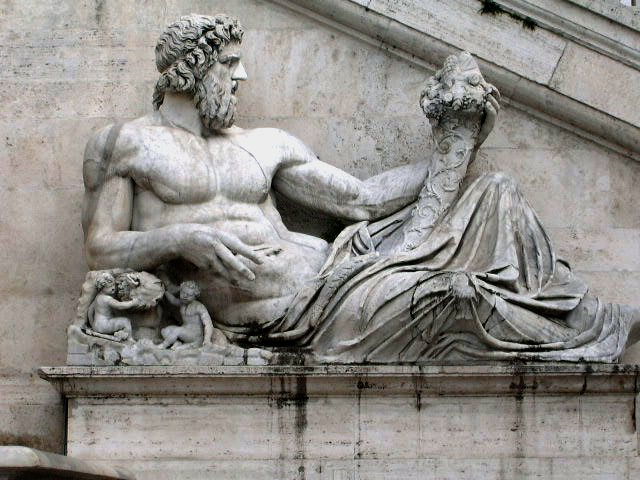
Статуя Тибра
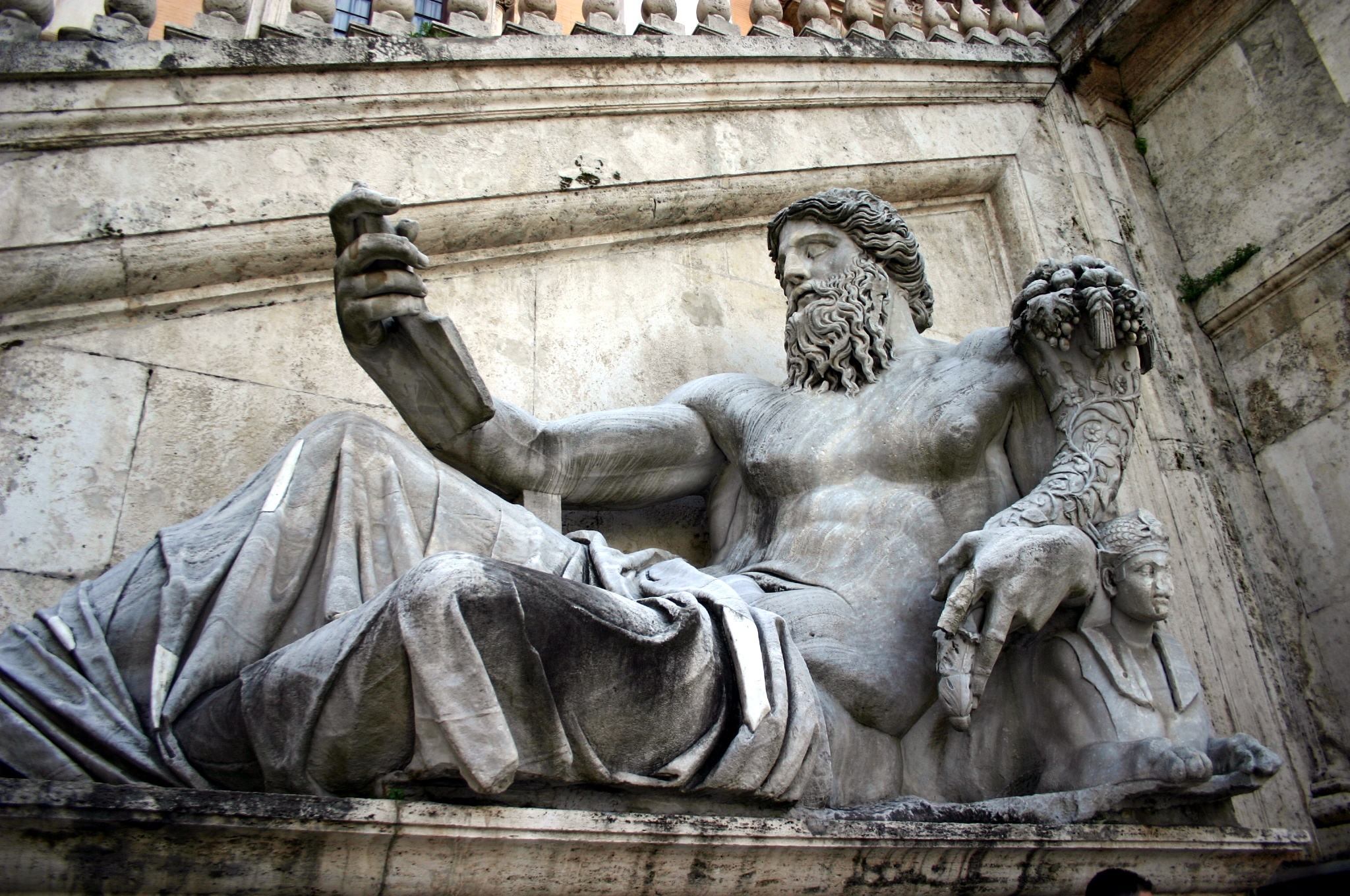
Статуя Нила